# Lexus
Lexus är ett japanskt bilmärke inom premiumsegmentet och en division inom Toyota Motor Corporation. Huvudkontoret ligger i Nagoya, Japan.  Vilken modell som kallas Lexus respektive Toyota varierar beroende på marknad som till exempel Lexus ES (Toyota Camry Prominent och Toyota Vista) eller Lexus ES 300 (Toyota Windom) eller Lexus IS som också heter Toyota Altezza. Lexus SC 430 kallas även som Toyota Soarer.

## Historia
Lexus första modeller, Lexus LS 400 (Toyota Celsior) och Lexus ES 250 visades på bilmässan i Detroit i januari 1989, men Toyotakoncernens arbete med att utveckla och bygga en premiumbil inleddes redan i augusti 1983. Initiativet kom från Toyotas dåvarande styrelseordförande Eiji Toyoda. Målet var att tillverka en lyxbil som kunde konkurrera med bland andra Mercedes, BMW, Cadillac och Volvo och som i första hand skulle tilltala kunder på den amerikanska bilmarknaden.[källa behövs]
Toyota hade tidigare försökt att lansera lyxmodellen Toyota Soarer i USA, men misslyckats. Utvecklingsarbetet inleddes med noggranna studier, dels av vilka krav och önskemål som en tänkt amerikansk kundkrets förväntade sig av en lyxbil, dels vilka egenskaper som andra märken som hade etablerat sig med premiummodeller i USA hade. Projektet fick det interna namnet F1, vilket stod för Flagship number one. Arbetet leddes av utvecklingschefen Ichiro Suzuki, som bland annat varit chef för utvecklingen av Toyota Crown. Ansvarig formgivare blev Kunihiro Uchida. Mycket av utvecklingsarbetet skedde i Kalifornien, nära den tänkta marknaden. Sammanlagt 1 400 ingenjörer var delaktiga i projektet. Bland annat testades den kommande bilens vinteregenskaper i Sverige.
Bilens namn fastställdes sent. Bland annat fanns det planer på att döpa den till Alexis. Även Lexis var ett alternativ. Namnfrågan höll på att försena säljstarten. Men efter en juridisk tvist, där ett amerikanskt dataföretag ansåg att Lexus låg för nära deras varumärke LexisNexis, fick Toyota kort tid innan premiärvisningen i Detroit till slut rätt att använda namnet Lexus.
Lexus, liksom övriga Toyota, har varit aktiva med att utveckla bilar med goda miljöegenskaper.[källa behövs] De första modellerna med hybriddrift, där en bensinmotor samverkar med en eller flera självladdande batteridriva elmotorer, presenterades 2005.. Alla de Lexus som säljs (2017) i Sverige finns som hybridmodeller.

### Tidslinje
Företaget har producerat en rad olika bilmodeller, både sedan- och coupémodeller, sportbilar samt olika SUV-ar och crossovermodeller (CUV). Här följer en kronologisk redogörelse av viktiga händelser i Lexus historia.

1989: Lexus lanserar två sedanmodeller, LS 400 och ES 250. Försäljningen börjar i USA.

1990: Flera tusen är intresserade av Lexus franchise, men bara 121 stycken återförsäljare valdes ut som återförsäljare första året.

1991: Lexus introducerar nya ES 330, såväl som SC 300 och SC 300 sportcoupé. Lexus blir den mest sålda importerade lyxbilen i USA.

1993: Sportsedanen GS 300 introduceras.

1994: Den omdesignade andra generationen LS 400 börjar säljas.

1995: Amerikanska staten försöker lösa långvarig handelstvist mellan USA och Japan genom att föreslå 100 procents tullavgift på utvalda japanska lyxbilar. En överenskommelse nåddes mellan USA och Japan och handelsdispyten slutade. LX 450 SUB presenterades.

1996: Lexus LX 450 och nya ES 300 börjar säljas.

1997: Nydesignade LS 400 med VVT-I introduceras. Nästa generationens GS 400 och GS 300 sedaner börjar säljas.

1998: Lexus introducerar RX 300, vilket blir första lyx-crossover. Lexus LX 470, SUB debuterar.

1999: En miljon bilar har sålts i USA.

2000: Lexus utvecklar IS 300, som är en sportsedan. Lexus blir den mest sålda premiumbilen i USA och det första importerade lyxmärket som säljer fler än 20 000 bilar i USA på en månad.

2001: SC-modellen uppgraderas till en cabriolet, SC 430. Fjärde generationen ES 300 börjar säljas.

2002: ES 300 och RX 300 blir Amerikas mest sålda lyxbil och SUV. De mellanstora SUV-modellen GX 470 presenteras. Lexus presenterar sin första konceptbil, LF-S, som visar på ny designfilosofi.

2003: Andra generationen RX 330 börjar säljas. LF-X-konceptet presenteras. RX 330 blir den första Lexus-bilen som produceras i Nordamerika. Det sker i Toyotas anläggningar i Cambridge, Ontario, Kanada. Det är första gången en Lexus-bil produceras utanför Japan.

2004: Två miljoner bilar har sålts i USA.

2005: Första hybridbilen introduceras, RX 400h. Tredje generationen GS 300 och GS 430 börjar säljas. Nya IS 250 och IS 350, sportsedaner, börjar säljas. LFA super-premium två sits sportbilskoncept visas upp i Detroit. LF-Sh bilkoncept visas upp i Tokyo. Lexus-märkta bilar börjar för första gången säljas i Japan.

2006: Lexus andra generation hybridbil, GS 450h börjat säljas. Det är första sporthybriden på marknaden. ES 350, LS 460 och LS 460 L börjar säljas.

2007: Världens första V8-hybrid, LS 600hL, börjar säljas.

2008: Nya LX 570 börjar säljas. Vinnare av första Lexus Eco Challange presenterade.

2009: Lexus introducerar RX 350 och RX 450h. IS 350C och IS 250C börjar säljas, liksom andra generationen RX 450h. Mer än en miljon RX-bilar har nu sålts i USA, vilket gjort den till den mest framgångsrika lyxbilen. HS 250h, världens första lyx-hybrid, och andra generationen GS 460 börjar säljas. Hybridkonceptet LF-Ch presenteras.

2010: Världspremiär för CT 200h. Premium kompakt hybrid på Genèves motormässa.

2011:  CT 200h, Lexus femte hybrid börjar säljas. Lexus presenterar ett nytt utseende på GS 350 vid Pebble Beach Concourse d'Elegance. Världspremiär för GS 350 F Sport i Las Vegas.

2012: Premiär för konceptbilen LF-LC i Detroit. Fjärde generationen GS 350 och GS 450h börjar säljas, med ny design både i interiör och exteriör. Världspremiär för omdesignade LS och även den första LS 460 F Sport, som debuterar på en utställning i San Francisco. Sjätte generationen ES 350 och första ES 300h hybrid börjar säljas.

2013: Världspremiär av tredje generationen av sportsedanmodellen Lexus IS. Lexus utser tolv vinnare i Lexus Design Award, en internationell designtävling som riktar sig mot nästa generations innovatörer runt om i världen.

2014: Lexus NX 300h och Lexus RC presenteras.

2015 Lexus lanserar en ny generation av Lexus RX.

2016: Under året introduceras LC 500 som bygger på en ny bakhjulsdrivna plattform som framöver kommer att användas till fler modeller. En ytterligare nyhet är den 10-stegade växellådan.

## Modellprogram
- Lexus CT - Premiumkompakt
- Lexus IS - Sportsedan
- Lexus ES - Premiumsedan
- Lexus LS - Flaggskepssedan
- Lexus UX - Kompakt premiumcrossover
- Lexus NX - Kompakt Premium SUV
- Lexus RX - Fullstor SUV
- Lexus RC - Premiumkupé
- Lexus LC - Flaggskeppskupé
- Lexus IS F - Kompakt lyxbilsportbil
- Lexus RC F - Sportkupé
- Lexus LFA - Unik supersportbil
- Lexus LX - Mega SUV
- Lexus GX - Lyxigt terrrängfordon
- Lexus GS - Premiumsedan i fullstorlek

## Bildgalleri
|               |
| Lexus NX 200t |

|              |
| Lexus CT 200 |

|               |
| Lexus LC 500h |

|               |
| Lexus RX 450h |

|               |
| Lexus RC 300h |